# 萨拉·努特沙
萨拉·努特沙（法語：Sarah Noutcha，1999年12月16日—），法国女子击剑运动员，2022年欧洲击剑锦标赛女子佩剑团体金牌得主、2022年世界击剑锦标赛女子佩剑团体银牌得主、2025年欧洲击剑锦标赛女子佩剑个人和女子佩剑团体金牌得主。